# Matt Turner
Matthew L. 'Matt' Turner (1966) is een Amerikaanse jazzpianist en -cellist.

## Biografie
Matt Turner studeerde eerst aan de Lawrence University en behaalde daarna een Master of Music in third stream aan het New England Conservatory of Music, waar hij studeerde bij onder andere Dave Holland, Geri Allen en Joe Maneri en een Distinction in Performance Award ontving. Sindsdien werkt hij samen met muzikanten als Marilyn Crispell, Joseph Jarman, Larry Ochs, Scott Fields, Ken Schaphorst en Jeff Song. Hij is docent aan het Conservatorium van de Lawrence Universiteit.

## Discografie
- 1992: Love & Fear (O.O.) met Jeff Song
- 1993: In Vivo (Asian Improv), met Jeff Song
- 1997: The Mouse that Roared (Meniscus)
- 1999: Shards of Wiggett piano solo
- 2001: Outside In met John Harmon
- 2002: Patina – Cello Improvisations solo
- 2003: Indigenous Technology met Ken Schaphorst, Dane Richeson